# 磁矩
磁矩是磁鐵的一種物理性質。處於外磁場的磁鐵，會感受到力矩，促使其磁矩沿外磁場的磁場線方向排列。磁矩可以用向量表示。磁鐵的磁矩方向是從磁鐵的指南極指向指北極，磁矩的大小取決於磁鐵的磁性與量值。不只是磁鐵具有磁矩，載流迴路、電子、分子或行星等等，都具有磁矩。
科學家至今尚未發現宇宙中存在有磁單極子。一般磁性物質的磁場，其泰勒展開的多極展開式，由於磁單極子項目恆等於零，第一個項目是磁偶極子項、第二個項目是磁四極子（quadrupole）項，以此类推。磁矩也分為磁偶極矩、磁四極矩等等部分。從磁矩的磁偶極矩、磁四極矩等等，可以分別計算出磁場的磁偶極子項目、磁四極子項目等等。隨著距離的增遠，磁偶極矩部分會變得越加重要，成為主要項目，因此，磁矩這術語時常用來指稱磁偶極矩。有些教科書內，磁矩的定義與磁偶極矩的定義相同。

## 概述
一個載流迴圈的磁偶極矩是其所載電流乘以迴路面積：
{\displaystyle {\boldsymbol {\mu }}=I\mathbf {a} \,\!}；
其中，{\displaystyle {\boldsymbol {\mu }}\,\!}為磁偶極矩，{\displaystyle I\,\!}為電流，{\displaystyle \mathbf {a} \,\!}為面積向量。磁偶極矩、面積向量的方向是由右手定則決定。
處於外磁場的載流迴圈，其感受到的力矩和其勢能與磁偶極矩的關係為：
{\displaystyle {\boldsymbol {\tau }}={\boldsymbol {\mu }}\times \mathbf {B} \,\!}、
{\displaystyle U=-{\boldsymbol {\mu }}\cdot \mathbf {B} \,\!}；
其中，{\displaystyle {\boldsymbol {\tau }}\,\!}為力矩，{\displaystyle \mathbf {B} \,\!}為磁場，{\displaystyle U\,\!}為勢能。
許多基本粒子，例如電子，都具有內稟磁矩。這種內稟磁矩是許多巨觀磁場力的來源，許多物理現象也和此有關。這種磁矩和古典物理的磁矩不同，而是和粒子的自旋有關，必須用量子力學來解釋。這些內稟磁矩是量子化的，最小的基本單位，常常稱為「磁子」（magneton）。例如，電子自旋的磁矩與波耳磁子的關係式為：
{\displaystyle {\boldsymbol {\mu }}_{s}=-g_{s}\mu _{B}\mathbf {S} /\hbar \,\!}；
其中，{\displaystyle {\boldsymbol {\mu }}_{s}\,\!}為電子自旋的磁矩，電子自旋g因子{\displaystyle g_{s}\,\!}是一項比例常數，{\displaystyle \mu _{B}\,\!}為波耳磁子，{\displaystyle \mathbf {S} \,\!}為電子的自旋，{\displaystyle \hbar \,\!}是約化普朗克常數。

## 單位
採用國際單位制，磁偶極矩的因次是面積×電流。磁偶極矩的單位有兩種等價的表示法：
1 安培·公尺2 = 1 焦耳／特斯拉。
CGS單位制又可細分為幾種亞單位制：靜電單位制（electrostatic units），電磁單位制（electromagnetic units）、高斯單位制。
| 語言 | 國際單位制                    | 靜電單位制             | 電磁單位制             | 高斯單位制         |
| ---- | ----------------------------- | ---------------------- | ---------------------- | ------------------ |
| 中文 | 1 安培·公尺2 = 1 焦耳／特斯拉 | = (103 c) 靜安培·公分2 | = (103) 絕對安培·公分2 | = (103) 爾格／高斯 |
| 英文 | 1 A·m2 =1 J/T                 | = (103 c) statA·cm2    | = (103) abA·cm2        | = (103) erg／Gauss |

磁偶極矩在電磁單位制與在靜電單位制的比例正好等於單位為公分／秒的光速。
在這篇文章內，所有的方程式都採用國際單位制。

## 兩種磁源
在任何物理系統裏，磁矩最基本的源頭有兩種：
- 電荷的運動，像電流，會產生磁矩。只要知道物理系統內全部的電流密度分佈（或者所有的電荷的位置和速度），理論上就可以計算出磁矩。
- 像電子、質子一類的基本粒子會因自旋而產生磁矩。每一種基本粒子的內稟磁矩的大小都是常數，可以用理論推導出來，得到的結果也已經通過做實驗核對至高準確度。例如，電子磁矩的測量值是−9.284764×10−24焦耳／特斯拉[3]。磁矩的方向完全決定於粒子的自旋方向（電子磁矩的測量值是負值，這意味著電子的磁矩與自旋呈相反方向）。

整個物理系統的淨磁矩是所有磁矩的向量和。例如，氫原子的磁場是以下幾種磁矩的向量和：
- 電子的自旋。
- 電子環繞著質子的軌域運動。
- 質子的自旋。

再舉個例子，構成條形磁鐵的物質，其未配對電子的內稟磁矩和軌域磁矩的向量和，是條形磁鐵的磁矩。

## 計算磁矩的方程式

### 平面迴圈

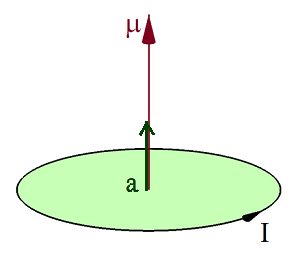
假設一個平面載流迴圈的面積向量為、所載電流為，則其磁偶極矩為。

對於最簡單的案例，平面載流迴圈的磁偶極矩{\displaystyle {\boldsymbol {\mu }}\,\!}是
{\displaystyle {\boldsymbol {\mu }}=I\mathbf {a} \,\!}；
其中，{\displaystyle I\,\!}是迴圈所載有的恆定電流，{\displaystyle \mathbf {a} \,\!}是平面迴圈的面積向量。
面積向量和磁偶極矩的方向是由右手定則給出：令四隻手指朝著電流方向彎曲，伸直大拇指，則大拇指所指的方向即是面積向量的方向，也是磁偶極矩的方向。
這有限面積的載流迴圈還有更高階的磁矩，像磁四極矩，磁八極矩等等。假設載流迴圈的面積趨向於零、電流趨向於無窮大，同時保持{\displaystyle {\boldsymbol {\mu }}=I\mathbf {a} \,\!}不變，則所有更高階的磁矩會趨向於零，這真實的載流迴圈趨向於理想磁偶極子，或純磁偶極子。

### 任意迴路
對於任意迴路案例，假設迴路載有恆定電流{\displaystyle I\,\!}，則其磁偶極矩為
{\displaystyle {\boldsymbol {\mu }}=I\int _{\mathbb {S} }\mathrm {d} \mathbf {a} \,\!}；
其中，{\displaystyle \mathbb {S} \,\!}是積分曲面，{\displaystyle \mathbb {C} \,\!}是{\displaystyle \mathbb {S} \,\!}邊緣的閉合迴路，{\displaystyle \mathrm {d} \mathbf {a} \,\!}是微小面積元素，{\displaystyle \mathrm {d} {\boldsymbol {\ell }}\,\!}是微小線元素，{\displaystyle \mathbf {r} \,\!}是{\displaystyle \mathrm {d} {\boldsymbol {\ell }}\,\!}的位置。
引用向量恆等式
{\displaystyle \int _{\mathbb {S} }\mathrm {d} \mathbf {a} ={\frac {1}{2}}\oint _{\mathbb {C} }\mathbf {r} \times \mathrm {d} {\boldsymbol {\ell }}\,\!}，
即可得到磁偶極矩的路徑積分方程式
{\displaystyle {\boldsymbol {\mu }}={\frac {I}{2}}\oint _{\mathbb {C} }\mathbf {r} \times \mathrm {d} {\boldsymbol {\ell }}\,\!}。

### 任意電流分佈
對於最廣義的任意電流分佈案例，磁偶極矩為
{\displaystyle {\boldsymbol {\mu }}={\frac {1}{2}}\int _{\mathbb {V} }\mathbf {r} \times \mathbf {J} \ \mathrm {d} V\,\!}；
其中，{\displaystyle \mathbb {V} \,\!}是積分體積，{\displaystyle \mathbf {r} \,\!}是源電流位置，{\displaystyle \mathbf {J} \,\!}是電流密度，{\displaystyle \mathrm {d} V\,\!}是微小體積元素。
任意一群移動電荷，像旋轉的帶電固體，都可以用這方程式計算出其磁偶極矩。

### 基本粒子
在原子物理學和核子物理學裏，磁矩的大小標記為{\displaystyle \mu \,\!}，通常測量單位為波耳磁子或核磁子（nuclear magneton）。磁矩關係到粒子的自旋，和／或粒子在系統內的軌域運動。以下列表展示出一些粒子的內稟磁矩：
| 粒子 | 內稟磁矩（10−27 焦耳／特斯拉） | 自旋量子數 |
| ---- | ------------------------------ | ---------- |
| 電子 | -9284.764                      | 1/2        |
| 質子 | +14.106067                     | 1/2        |
| 中子 | -9.66236                       | 1/2        |
| 緲子 | -44.904478                     | 1/2        |
| 重氫 | +4.3307346                     | 1          |
| 氫-3 | +15.046094                     | 1/2        |

欲知道更多有關於磁矩與磁化強度之間的物理關係，請參閱條目磁化強度。

## 載流迴路產生的磁場

磁偶極子的磁場線。從側面望去，磁偶極子豎立於繪圖的中央。

載流迴路會在周圍產生磁場。這磁場包括偶極磁場與更高次的多極項目。但是，隨著距離的增遠，這些多極項目會更快速地減小，因此，在遠距離位置，只有偶極項目是磁場的顯要項目。
思考一個載有恆定電流{\displaystyle I\,\!}的任意局域迴路{\displaystyle \mathbb {C} \,\!}，其磁矢勢{\displaystyle \mathbf {A} \,\!}為
{\displaystyle \mathbf {A} (\mathbf {r} )={\frac {\mu _{0}I}{4\pi }}\oint _{\mathbb {C} '}\ {\frac {\mathrm {d} {\boldsymbol {\ell }}\,'}{|\mathbf {r} -\mathbf {r} '|}}\,\!}；
其中，{\displaystyle \mathbf {r} \,\!}是檢驗位置，{\displaystyle \mathbf {r} '\,\!}是源頭位置，是微小線元素{\displaystyle \mathrm {d} {\boldsymbol {\ell }}\,'\,\!}的位置，{\displaystyle \mu _{0}\,\!}是磁常數。
假設檢驗位置足夠遠，{\displaystyle r>r'\,\!}，則表達式{\displaystyle {\frac {1}{|\mathbf {r} -\mathbf {r} '|}}\,\!}可以泰勒展開為
{\displaystyle {\frac {1}{|\mathbf {r} -\mathbf {r} '|}}={\frac {1}{r}}\sum _{n=0}^{\infty }\ \left({\frac {r'}{r}}\right)^{n}P_{n}(\cos \theta ')\,\!}；
其中，{\displaystyle P_{n}(\cos \theta ')\,\!}是勒讓德多項式，{\displaystyle \theta '\,\!}是{\displaystyle \mathbf {r} \,\!}與{\displaystyle \mathbf {r} '\,\!}之間的夾角。
所以，磁矢勢展開為
{\displaystyle \mathbf {A} (\mathbf {r} )={\frac {\mu _{0}I}{4\pi }}\sum _{n=0}^{\infty }\ {\frac {1}{r^{n+1}}}\oint _{\mathbb {C} '}\ (r')^{n}P_{n}(\cos \theta ')\mathrm {d} {\boldsymbol {\ell }}\,'\,\!}。
思考{\displaystyle n=0\,\!}項目，也就是磁單極子項目：
{\displaystyle \mathbf {A} _{0}(\mathbf {r} )={\frac {\mu _{0}I}{4\pi r}}\oint _{\mathbb {C} '}\ \mathrm {d} {\boldsymbol {\ell }}\,'=0\,\!}。
由於閉合迴路的向量線積分等於零，磁單極子項目恆等於零。
再思考{\displaystyle n=1\,\!}項目，也就是磁偶極子項目：
{\displaystyle \mathbf {A} _{1}(\mathbf {r} )={\frac {\mu _{0}I}{4\pi r^{2}}}\ \oint _{\mathbb {C} '}\ r'\cos \theta '\mathrm {d} {\boldsymbol {\ell }}\,'={\frac {\mu _{0}I}{4\pi r^{2}}}\ (-{\hat {\mathbf {r} }}\times \oint _{\mathbb {S} '}\mathrm {d} \mathbf {a} ')\,\!}。
注意到磁偶極矩為{\displaystyle {\boldsymbol {\mu }}=I\oint _{\mathbb {S} '}\mathrm {d} \mathbf {a} '\,\!}，偶極磁矢勢可以寫為
{\displaystyle \mathbf {A} _{1}(\mathbf {r} )={\frac {\mu _{0}}{4\pi }}\ {\frac {{\boldsymbol {\mu }}\times {\hat {\mathbf {r} }}}{r^{2}}}\,\!}。
偶極磁場{\displaystyle \mathbf {B} _{1}\,\!}為
{\displaystyle \mathbf {B} _{1}(\mathbf {r} )=\nabla \times \mathbf {A} _{1}(\mathbf {r} )\,\!}。
由於磁偶極子的向量勢有一個奇點在它所處的位置（原點{\displaystyle \mathbf {O} }），必須特別小心地計算，才能得到正確答案。更仔細地推導，可以得到磁場為
{\displaystyle \mathbf {B} _{1}(\mathbf {r} )={\frac {\mu _{0}}{4\pi r^{3}}}\left[3({\boldsymbol {\mu }}\cdot {\hat {\mathbf {r} }}){\hat {\mathbf {r} }}-{\boldsymbol {\mu }}\right]+{\frac {2\mu _{0}}{3}}{\boldsymbol {\mu }}\delta ^{3}(\mathbf {r} )\,\!}；
其中，{\displaystyle \delta ^{3}(\mathbf {r} )\,\!}是狄拉克δ函數。
偶極磁場的狄拉克δ函數項目造成了原子能級分裂，因而形成了超精細結構（hyperfine structure）。在天文學裏，氫原子的超精細結構給出了21公分譜線，在電磁輻射的無線電波範圍，是除了3K背景輻射以外，宇宙彌漫最廣闊的電磁輻射。從復合紀元（recombination）至再電離紀元（reionization）之間的天文學研究，只能依靠觀測21公分譜線無線電波。
給予幾個磁偶極矩，則按照疊加原理，其總磁場是每一個磁偶極矩的磁場的總向量和。

## 處於外磁場的磁偶極子

### 磁偶極子感受到的磁力矩

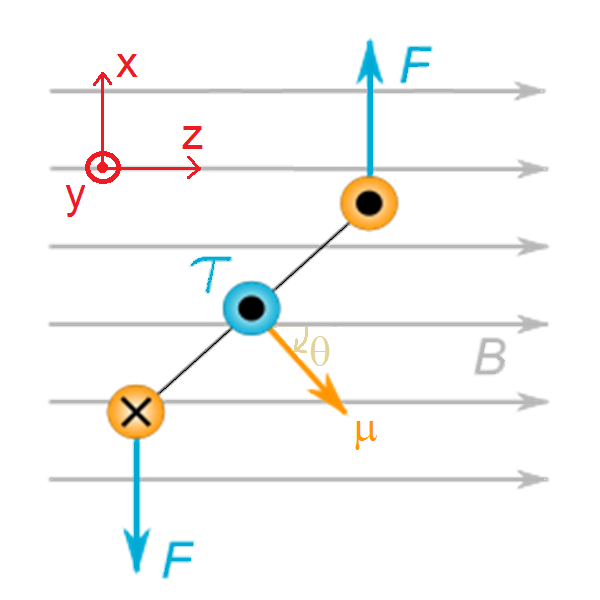
處於均勻磁場的一個方形載流迴圈。

如圖右，假設載有電流{\displaystyle I\,\!}的一個方形迴圈處於外磁場{\displaystyle \mathbf {B} =B_{0}{\hat {\mathbf {z} }}\,\!}。方形迴圈四個邊的邊長為{\displaystyle w\,\!}，其中兩個與{\displaystyle {\hat {\mathbf {y} }}\,\!}平行的邊垂直於外磁場，另外兩個邊與磁場之間的夾角角弧為{\displaystyle -\theta +\pi /2\,\!}。
垂直於外磁場的兩個邊所感受的磁力矩為
{\displaystyle {\boldsymbol {\tau }}=\left(IwB_{0}{\frac {w\sin {\theta }}{2}}+IwB_{0}{\frac {w\sin {\theta }}{2}}\right){\hat {\mathbf {y} }}=Iw^{2}B_{0}\sin {\theta }{\hat {\mathbf {y} }}\,\!}。
另外兩個邊所感受的磁力矩互相抵消。注意到這迴圈的磁偶極矩為  {\displaystyle {\boldsymbol {\mu }}=Iw^{2}{\hat {\boldsymbol {\mu }}}\,\!}。所以，這迴圈感受到的磁力矩為
{\displaystyle {\boldsymbol {\tau }}={\boldsymbol {\mu }}\times \mathbf {B} \,\!}。
令載流迴圈的面積趨向於零、電流趨向於無窮大，同時保持{\displaystyle {\boldsymbol {\mu }}=I\mathbf {a} \,\!}不變，則這載流迴圈趨向於理想磁偶極子。所以，處於外磁場的磁偶極子所感受到的磁力矩也可以用上述方程式表示。
當磁偶極矩垂直於磁場時，磁力矩的大小是最大值{\displaystyle \mu B_{0}\,\!}；當磁偶極矩與磁場平行時，磁力矩等於零。

### 磁偶極子的勢能
將載流迴圈從角弧{\displaystyle \theta _{1}\,\!}扭轉到角弧{\displaystyle \theta _{2}\,\!}，磁場所做的機械功{\displaystyle W\,\!}為
{\displaystyle W=-\int _{\theta _{1}}^{\theta _{2}}\tau \ d\theta =-\int _{\theta _{1}}^{\theta _{2}}\mu B_{0}\sin {\theta }\ d\theta =\mu B_{0}(\cos {\theta _{2}}-\cos {\theta _{1}})\,\!}。
注意到磁力矩的扭轉方向是反時針方向，而{\displaystyle \theta \,\!}是朝著順時針方向遞增，所以必須添加一個負號。設定{\displaystyle \theta _{1}=\pi /2\,\!}，則 
{\displaystyle W=\mu B_{0}\cos {\theta _{2}}={\boldsymbol {\mu }}\cdot \mathbf {B} \,\!}。
對抗這磁場的磁力矩，將載流迴圈從角弧{\displaystyle \pi /2\,\!}扭轉到角弧{\displaystyle \theta _{2}\,\!}，所做的機械功{\displaystyle W_{a}\,\!}為
{\displaystyle W_{a}=-W=-{\boldsymbol {\mu }}\cdot \mathbf {B} \,\!}。
定義載流迴圈的勢能{\displaystyle U\,\!}等於這機械功{\displaystyle W_{a}\,\!}，以方程式表示為
{\displaystyle U=-{\boldsymbol {\mu }}\cdot \mathbf {B} \,\!}。
與前段所述同理，磁偶極子的勢能也可以用這方程式表示。當磁偶極矩垂直於磁場時，勢能等於零；當磁偶極矩與磁場呈相同方向時，勢能是最小值{\displaystyle -\mu B_{0}\,\!}；當磁偶極矩與磁場呈相反方向時，勢能是最大值{\displaystyle \mu B_{0}\,\!}。

### 非均勻磁場
假設外磁場為均勻磁場，則作用於載流迴路{\displaystyle \mathbb {C} '\,\!}的磁場力等於零：
{\displaystyle \mathbf {F} =I\oint _{\mathbb {C} '}\mathrm {d} {\boldsymbol {\ell }}'\times \mathbf {B} =0\,\!}。
假設外磁場為非均勻的，則會有一股磁場力，作用於磁偶極子。依照磁矩模型的不同，求得的磁場力也會不同。採用常見的「電流模型」，則一個磁偶極子所感受到的磁場力為
{\displaystyle \mathbf {F} _{\ell }=\nabla ({\boldsymbol {\mu }}\cdot \mathbf {B} )\,\!}。
另外一種採用「磁荷模型」。這類似電偶極矩的模型，計算出的磁場力為
{\displaystyle \mathbf {F} _{d}=({\boldsymbol {\mu }}\cdot \nabla )\mathbf {B} \,\!}。
兩者之間的差別為
{\displaystyle \mathbf {F} _{l}=\mathbf {F} _{d}+{\boldsymbol {\mu }}\times \left(\nabla \times \mathbf {B} \right)\,\!}。
假設，電流等於零，電場不含時間，則根據馬克士威-安培方程式，
{\displaystyle \nabla \times \mathbf {B} =0\,\!}，
兩種模型計算出來的磁場力相等。可是，假設電流不等於零，或電場為含時電場，則兩種模型計算出來的磁場力不相等。1951年，兩個不同的實驗，研究中子的散射於鐵磁性物質，分別得到的結果與電流模型預估的結果相符合。

## 範例

### 圓形載流迴圈的磁偶極矩
一個載流迴圈的磁偶極矩與其面積和所載電流有關。例如，載有1安培電流，半徑{\displaystyle r'\,\!}為0.05公尺的單匝圓形載流迴圈，其磁偶極矩為：
{\displaystyle \mu =\pi r'\,^{2}I=\pi \times 0.05^{2}\times 1\approx 0.008\;[\mathrm {A} \cdot \mathrm {m} ^{2}]=0.008\;[\mathrm {J/T} ]\,\!}。
磁偶極矩垂直於載流迴圈的平面。載流迴圈的磁矩，可以用來建立以下幾點論據：
- 假設場位置的距離{\displaystyle r\,\!}超遠於迴圈半徑{\displaystyle r'=0.05\ \mathrm {m} \,\!}，則磁場會呈反立方減弱：

沿著迴圈的中心軸，磁矩與場位置{\displaystyle \mathbf {r} \,\!}平行：
{\displaystyle B={\frac {\mu _{0}}{4\pi r^{3}}}2\mu ={\frac {4\pi \times 10^{-7}}{4\pi r^{3}}}\times 2\times 0.008\approx {\frac {1.6\times 10^{-9}}{r^{3}}}\;[\mathrm {T} \cdot \mathrm {m} ^{3}]\,\!}。
在包含迴圈的平面的任意位置，磁矩垂直於場位置：
{\displaystyle B=-{\frac {\mu _{0}}{4\pi r^{3}}}\mu =-\ {\frac {4\pi \times 10^{-7}}{4\pi r^{3}}}\times 0.008\approx -\ {\frac {0.8\times 10^{-9}}{r^{3}}}\;[\mathrm {T} \cdot \mathrm {m} ^{3}]\,\!}。
負號表示平面任意位置案例與中心軸案例，這兩個案例的磁場呈相反方向。
- 假設在地球的某地方，地磁場{\displaystyle \mathbf {B} _{E}\,\!}的數值大約為0.5 高斯（5×10−5 特斯拉），而且迴圈磁矩垂直於地磁場{\displaystyle \mathbf {B} _{E}\,\!}，則此迴圈所感受到的力矩為

{\displaystyle \tau \approx 0.008\times 5\times 10^{-5}=4\times 10^{-7}\ [\mathrm {N} \cdot \mathrm {m} ]\,\!}。
- 應用力矩的觀念，可以製造出羅盤。假設這羅盤的磁針，由於力矩的作用，從磁針的磁矩垂直於地磁場{\displaystyle \mathbf {B} _{E}\,\!}，旋轉至磁針的磁矩與地磁場{\displaystyle \mathbf {B} _{E}\,\!}呈相同方向，則這羅盤-地球系統釋放出的能量{\displaystyle U\,\!}為

{\displaystyle U\approx 0.008\times 5\times 10^{-5}=4\times 10^{-7}\ [\mathrm {J} ]\,\!}  。
由於羅盤懸浮系統的摩擦機制，這能量是以熱量的形式耗散淨盡。

### 螺線管的磁矩

螺線管三維電腦繪圖。

一個多匝線圈（或螺線管）的磁矩是其每個單匝線圈的磁矩的向量和。對於全同匝（單層捲繞），只需將單匝線圈的磁矩乘以匝數，就可得到總磁矩。然後，這總磁矩可以用來計算磁場，力矩，和儲存能量，方法與使用單匝線圈計算的方法相同。
假設螺線管的匝數為{\displaystyle N\,\!}，每一匝線圈面積為{\displaystyle a\,\!}，通過電流為{\displaystyle I\,\!}，則其磁矩為
{\displaystyle \mu =NIa\,\!}。

### 載電粒子圓周運動的磁矩
假設，一個點電荷{\displaystyle q\,\!}以等速{\displaystyle v\,\!}繞著z-軸，移動於半徑為{\displaystyle r\,\!}的平面圓形路徑，則其電流為
{\displaystyle I={\frac {qv}{2\pi r}}\,\!}。
其磁矩為
{\displaystyle {\boldsymbol {\mu }}={\frac {qv}{2\pi r}}\pi r^{2}={\frac {qvr}{2}}{\hat {\mathbf {z} }}\,\!}。
其角動量{\displaystyle \mathbf {J} \,\!}為
{\displaystyle \mathbf {J} =mvr{\hat {\mathbf {z} }}\,\!}。
其中，{\displaystyle m\,\!}是載電粒子的質量。
所以，磁矩與角動量的經典關係為
{\displaystyle {\boldsymbol {\mu }}={\frac {q}{2m}}\mathbf {J} \,\!}。
對於電子，這經典關係為
{\displaystyle {\boldsymbol {\mu }}=-\ {\frac {e}{2m_{e}}}\mathbf {J} \,\!}；
其中，{\displaystyle m_{e}\,\!}是電子的質量，{\displaystyle e\,\!}是電子的絕對電量。
假設，這點電荷是個束縛於氫原子內部的電子。由於離心力等於庫侖吸引力，
{\displaystyle {\frac {1}{4\pi \epsilon _{0}}}\ {\frac {e^{2}}{r^{2}}}=m_{e}{\frac {v^{2}}{r}}\,\!}；
其中，{\displaystyle \epsilon _{0}\,\!}是電常數。
現在施加外磁場{\displaystyle \mathbf {B} =B{\hat {\mathbf {z} }}\,\!}於此氫原子，則會有額外的勞侖茲力作用於電子。假設軌道半徑不變（這只是一個粗略計算），只有電子的速度改變為{\displaystyle v_{B}\,\!}，則
{\displaystyle {\frac {1}{4\pi \epsilon _{0}}}\ {\frac {e^{2}}{r^{2}}}+ev_{B}B=m_{e}{\frac {v_{B}^{2}}{r}}\,\!}。
所以，
{\displaystyle v_{B}^{2}-v^{2}=(v_{B}+v)(v_{B}-v)={\frac {ev_{B}Br}{m_{e}}}\,\!}。
假設，兩個速度的差別{\displaystyle \Delta v=v_{B}-v\,\!}超小，則
{\displaystyle \Delta v\approx {\frac {eBr}{2m_{e}}}\,\!}。
所以，由於施加外磁場{\displaystyle \mathbf {B} \,\!}，磁矩的變化為
{\displaystyle \Delta {\boldsymbol {\mu }}=-{\frac {e\Delta vr}{2}}{\hat {\mathbf {z} }}=-{\frac {e^{2}r^{2}}{4m_{e}}}B{\hat {\mathbf {z} }}\,\!}。
注意到{\displaystyle \Delta {\boldsymbol {\mu }}\,\!}與{\displaystyle \mathbf {B} \,\!}呈相反方向，因而減弱了磁場。這是抗磁性的經典解釋。可是，抗磁性是一種量子現像，經典解釋並不正確。
為了簡略計算，使用半經典方法，可以求出磁矩的變化為
{\displaystyle \Delta {\boldsymbol {\mu }}=-\ {\frac {e^{2}\langle r^{2}\rangle }{4m_{e}}}B{\hat {\mathbf {z} }}\,\!}；
其中，{\displaystyle \langle r^{2}\rangle \,\!}是半徑平方的期望值。

### 電子的磁矩
電子和許多其它種類的粒子都具有內稟磁矩。這是一種量子屬性，涉及到量子力學。詳盡細節，請參閱條目電子磁偶極矩（electron magnetic dipole moment）。微觀的內稟磁矩集聚起來，形成了巨觀的磁效應和其它物理現象，例如電子自旋共振。
電子的磁矩是
{\displaystyle {\boldsymbol {\mu }}=-g_{e}\mu _{B}\mathbf {S} /\hbar \,\!}；
其中，{\displaystyle g_{e}\,\!}是電子的朗德g因子，{\displaystyle \mu _{B}=e\hbar /2m_{e}\,\!}是波耳磁子，{\displaystyle \mathbf {S} \,\!}是電子的自旋角動量。
按照前面計算的經典結果，{\displaystyle g_{e}=1\,\!}；但是，在狄拉克力學裏，{\displaystyle g_{e}=2\,\!}；更準確地，由於量子電動力學效應，它的實際値稍微大些，{\displaystyle g_{S}=2.002\,319\,304\,36\,\!}。
請注意，由於這方程式內的負號，電子磁矩與自旋呈相反方向。對於這物理行為，經典電磁學的解釋為：假想自旋角動量是由電子繞著某旋轉軸而產生的。因為電子帶有負電荷，這旋轉所產生的電流的方向是相反的方向，這種載流迴路產生的磁矩與自旋呈相反方向。同樣的推理，帶有正電荷的正子（電子的反粒子），其磁矩與自旋呈相同方向。

### 原子的磁矩
在原子內部，可能會有很多個電子。多電子原子的總角動量計算，必須先將每一個電子的自旋總和，得到總自旋，再將每一個電子的軌角動量總和，得到總軌角動量，最後用角動量耦合（angular momentum coupling）方法將總自旋和總軌角動量總和，即可得到原子的總角動量。原子的磁矩{\displaystyle \mu \,\!}與總角動量{\displaystyle \mathbf {J} \,\!}的關係為
{\displaystyle {\boldsymbol {\mu }}=-g_{J}\mu _{B}\mathbf {J} /\hbar \,\!}；
其中，{\displaystyle g_{J}\,\!}是原子獨特的朗德g因子。
磁矩對於磁場方向的分量{\displaystyle \mu _{z}\,\!}是
{\displaystyle \mu _{z}=-g_{J}\mu _{B}J_{z}/\hbar \,\!}；
其中，{\displaystyle J_{z}=J_{m}\hbar \,\!}是總角動量對於磁場方向的分量，{\displaystyle J_{m}\,\!}是磁量子數，可以取2J+1個整數値，-J、 -J+1、…、J-1、J，之中的任意一個整數值。
因為電子帶有負電荷，所以{\displaystyle \mu _{z}\,\!}是負值。
處於磁場的磁偶極子的動力學，不同於處於電場的電偶極子的動力學。磁場會施加力矩於磁偶極子，迫使它依著磁場線排列。但是，力矩是角動量對於時間的導數。所以，會產生自旋進動，也就是說，自旋方向會改變。這物理行為以方程式表達為
{\displaystyle {\frac {1}{\gamma }}{\frac {d{\boldsymbol {\mu }}}{dt}}={\boldsymbol {\mu }}\times \mathbf {H} \,\!}；
其中，{\displaystyle \gamma \,\!}是迴轉磁比率（gyromagnetic ratio） ，{\displaystyle \mathbf {H} \,\!}是磁場。
注意到這方程式的左手邊項目是角動量對於時間的導數，而右手邊項目是力矩。磁場又可分為兩部分：
{\displaystyle \mathbf {H} =\mathbf {H} _{eff}-{\frac {\lambda }{\gamma \mu }}{\frac {d{\boldsymbol {\mu }}}{dt}}\,\!}；
其中，{\displaystyle \mathbf {H} _{eff}\,\!}是有效磁場（外磁場加上任何自身場），{\displaystyle \lambda \,\!}是阻尼係數。
這樣，可以得到蘭道-李佛西茲-吉爾伯特方程式（Landau–Lifshitz–Gilbert equation）：
{\displaystyle {\frac {1}{\gamma }}{\frac {d{\boldsymbol {\mu }}}{dt}}={\boldsymbol {\mu }}\times \mathbf {H} _{eff}-{\frac {\lambda }{\gamma \mu }}{\boldsymbol {\mu }}\times {\frac {d{\boldsymbol {\mu }}}{dt}}\,\!}。
方程式右邊第一個項目描述磁偶極子繞著有效磁場的進動，第二個項目是阻尼項目，會使得進動漸漸減弱，最後消失。蘭道-李佛西茲-吉爾伯特方程式是研究磁化動力學最基本的方程式之一。

### 原子核的磁矩
核子系統是一種由核子（質子和中子）組成的精密物理系統。自旋是核子的量子性質之一。由於原子核的磁矩與其核子成員有關，從核磁矩的測量數據，更明確地，從核磁偶極矩的測量數據，可以研究這些量子性質。
雖然有些同位素原子核的激發態的衰變期超長，大多數常見的原子核的自然存在狀態是基態。每一個同位素原子核的能態都有一個獨特的、明顯的核磁偶極矩，其大小是一個常數，通過細心設計的實驗，可以測量至非常高的精確度。這數值對於原子核內每一個核子的獨自貢獻非常敏感。若能夠測量或預測出這數值，就可以揭示核子波函數的內涵。現今，有很多理論模型能夠預測核磁偶極矩的數值，也有很多種實驗技術能夠進行原子核測試。

### 分子的磁矩
任何分子都具有明確的磁矩。這磁矩可能會跟分子的能態有關。通常而言，一個分子的磁矩是下列貢獻的總和，按照典型強度從大至小列出：
- 假若有未配對電子，則是其自旋所產生的磁矩（順磁性貢獻）
- 電子的軌域運動，處於基態時，所產生常與外磁場成正比的磁矩（抗磁性貢獻）
- 依照核自旋組態，核自旋所產生的總磁矩。

#### 分子磁性範例
- 氧分子，O2，由於其最外面的兩個未配對電子的自旋，具有強順磁性。
- 二氧化碳分子，CO2，由於電子軌域運動而產生的，與外磁場成正比的，很微弱的磁矩。在某些稀有狀況下，假若這分子是由具磁性的同位素組成，像13C或17O，則此同位素原子核也會將其核磁性貢獻給分子的磁矩。
- 氫分子，H2，處於一個弱磁場（或零磁場），會顯示出核磁性。氫分子的兩種自旋異構體，正氫或仲氫，都具有這種物理性質。

## 參閱
- 電偶極矩
- 磁化強度
- 磁化率
- 球多極矩
- 絕熱不變數
- 磁偶極間交互作用（Magnetic dipole-dipole interaction）